# Коломан Совић
Коломан Совић (Мали Буковец, 2. јул 1899 — Буенос Ајрес, 23. јануар 1971) бивши је југословенски бициклистички репрезентативац, специјалиста за друмски бициклизам.
Учествовао је на Летњим олимпијским играма 1924. у Паризу и такмичио се поједниначно и екипно у друмској трци. У појединачној трци на 188 км био је 41.. Резултати појединачне трке рачунали су се и за екипну конкуренцији. Екипа се такмичила у саставу: Ђуро Дукановић, Јосип Косматин, Коломан Совић и Милан Трубан. Трку су завршили на 10. месту.. Учествовале су 22 репрезентације.
На Светском аматерском првенству у друмској вожњи 1926. у Милану Совић је освојио 29. место.
Био је други на Првенству Краљевине Југославије у друмској вожњи 1921. на релацији Љубљана—Загреб (145 км).